# Hannelore Baier
Hannelore Baier (* 13. März 1955 in Sighișoara) ist eine rumänische Journalistin und Historikerin. Sie gehört der deutschsprachigen Minderheit der Siebenbürger Sachsen an.

## Leben
Hannelore Baier wurde als älteste von drei Töchtern des Mathematiklehrers und späteren Rektors der Bergschule Schäßburg, Hermann Baier (1930–2013) und dessen Frau Wiltrud, geb. Henning, geboren. Sie studierte bis 1979 Psychologie an der Babeș-Bolyai-Universität Cluj. Von 1980 bis 1984 war sie in der Psychiatrie des Krankenhauses Spitalul Municipal „Dr. Ghe. Marinescu“ Târnăveni beschäftigt. Bei der Zeitung Neuer Weg (seit 1993 Allgemeine Deutsche Zeitung für Rumänien) war sie zwischen 1984 und 1993 in Hermannstadt mehrfach als Redakteurin tätig. 1990 bekleidete Baier für 9 Monate das Amt der Exekutivsekretärin des Demokratischen Forum der Deutschen in Rumänien. 1993 forschte sie für ein Jahr am Institut für Sozial- und Humanwissenschaften, Sibiu. Zwischen 1998 und 2001 war sie bei der Friedrich-Ebert-Stiftung Rumänien in Bukarest als wissenschaftliche Assistentin beschäftigt.
Als Historikerin beschäftigt sich Baier seit 1990 mit Aufsätzen und Dokumentensammlungen zur jüngeren Geschichte der Deutschen in Rumänien, die in deutschen und rumänischen Zeitschriften Veröffentlichung fanden.

## Veröffentlichungen (Auswahl)
- Pruden: mitten in der Welt. Eine deutsche Gemeinde im Schäßburger Stuhl in Siebenbürgen. Heimatortsgemeinschaft Pruden. Hrsg.: Lukas Geddert. Beiträge von Hannelore Baier. 2009, ISBN 978-3-00-027348-3, S. 560.
- Ministerium für Bildung und Forschung: Geschichte und Traditionen der deutschen Minderheit in Rumänien: Lehrbuch für die 6. und 7. Klasse der Schulen mit deutscher Unterrichtssprache. Intergraf, Reşiţa, 2003, ISBN 973-8214-13-0, S. 169.
- Departe, în Rusia, la Stalino: amintiri şi documente cu privire la deportarea în Uniunea Sovietică a etnicilor germani din România ; (1945–1950). In Zusammenarbeit mit der Friedrich-Ebert-Stiftung, zusammengestellt von Hannelore Baier mit Friedrich von Bömches und Werner Kremm, in rumänischer Sprache.
- Verdammt zu Marginalität? Aufsätze und Studien. Friedrich-Ebert-Stiftung. Von Andrei Roth (Übersetzung: Rohtraut Wittstock. Übersetzung und Bearbeitung: Annemarie Weber. Redaktion: Hannelore Baier), InterGraf, Reşiţa, 2001, ISBN 973-97258-3-15, S. 171.
- Frauen in Rumänien: Lebensberichte zur Lage der Frauen in Beruf – Familie – Gesellschaft – Kirche. Hrsg. von Hannelore Baier und Cornelia Schlarb. Hora-Verlag, Sibiu, 2000, ISBN 973-99187-9-4, S. 193.
- Tief in Russland bei Stalino: Erinnerungen und Dokumente zur Deportation in die Sowjetunion 1945, Hrsg.: Friedrich-Ebert-Stiftung Rumänien. Hannelore Baier (Hrsg.). Graph. von Friedrich von Bömches. ADZ-Verlag, 2000, ISBN 973-98318-8-5, S. 174.
- Erinnerungen: zum Weg der siebenbürgisch-sächsischen Kirche 1944–1964. Friedrich Müller, bearbeitet von Hannelore Baier. Mit einem Geleitwort von Gerhard Schullerus und einer Einleitung von Ulrich Andreas Wien. Böhlau, Köln, Weimar Wien, 1995, ISBN 3-412-09494-3, S. 529.
- Deportarea etnicilor germani din România în uniunea sovietică 1945, Sammlung von Archivalien Hannelore Baier. Forumul Democrat al Germanilor din România, Sibiu, 1994, S. 128, rumänisch
- Kauf von Freiheit, Honterus Verlag, Hermannstadt-Sibiu, 2013, ISBN 978-973-1725-90-1.
- Cumpărarea libertății, Honterus Verlag, Hermannstadt-Sibiu, 2014, rumänisch, ISBN 978-606-8573-17-5.
- mit Heinz Günther Hüsch und Peter-Dietmar Leber: Wege in die Freiheit – deutsch-rumänische Dokumente zur Familienzusammenführung und Aussiedlung 1968–1989, Hüsch & Hüsch, Aachen 2016, ISBN 978-3-934794-44-3.